# Hemistola inconcinnaria
Hemistola inconcinnaria là một loài bướm đêm trong họ Geometridae.